# 전립선암 선별검사
전립선암 선별검사는 징후나 증상이 없는 남성의 진단되지 않은 전립선암을 탐지하는 선별 과정이다. 전립선 조직 이상이나 암이 일찍 발견되면 치료 및 완치가 더 쉬울 수 있지만, 조기 발견이 사망률을 감소시키는지 여부는 불분명하다.
선별검사는 진단 및 후속 치료에 앞서 시행된다. 직장수지검사(DRE)는 전립선을 직장 (해부학) 벽을 통해 수동으로 평가하는 선별 도구이다. 두 번째 선별 도구는 혈액 내 전립선특이항원(PSA) 측정이다. PSA 또는 DRE를 통한 선별검사가 전립선암으로 인한 사망률을 감소시키는지 여부를 결정하기에는 증거가 여전히 불충분하다. 2013년 코크란 (단체) 리뷰는 PSA 선별검사가 "전립선암 특이 사망률에 통계적으로 유의미한 차이가 없다"고 결론 내렸다. 미국 연구는 높은 편향을 가지는 것으로 판단되었다. 이 리뷰에 포함된 유럽 연구는 편향이 낮았으며, 한 연구에서는 "전립선암 특이 사망률의 유의미한 감소"를 보고했다. DRE와 함께하는 PSA 선별검사는 이 리뷰에서 평가되지 않았다. DRE는 별도로 평가되지 않았다.
대부분의 최신 지침은 선별검사 여부 결정이 공유 의사결정에 기반해야 한다고 권고하며, 남성들이 선별검사의 위험과 이점에 대해 정보를 받을 수 있도록 한다. 2012년 미국 임상 종양학회(American Society of Clinical Oncology)는 10년 미만으로 생존할 것으로 예상되는 사람들에게는 선별검사를 권장하지 않으며, 기대 수명이 더 긴 사람들의 경우 해당 개인이 결정을 내려야 한다고 권고한다. 일반적으로 그들은 최근 연구를 기반으로 "전립선암 선별을 위한 PSA 검사와 관련된 이점이 선별 및 후속 불필요한 치료와 관련된 해악만큼 가치 있는지 불확실하다"고 결론 내렸다.
전립선 생검은 전립선암을 진단하는 데 사용되지만 무증상 남성에게는 시행되지 않으므로 선별검사에는 사용되지 않는다. 전립선 생검 후 감염은 약 1%에서 발생하며, 생검으로 인한 사망은 0.2%에서 발생한다. 자기공명영상 유도 전립선 생검은 시술의 진단 정확도를 향상시켰다.

## 전립선특이항원

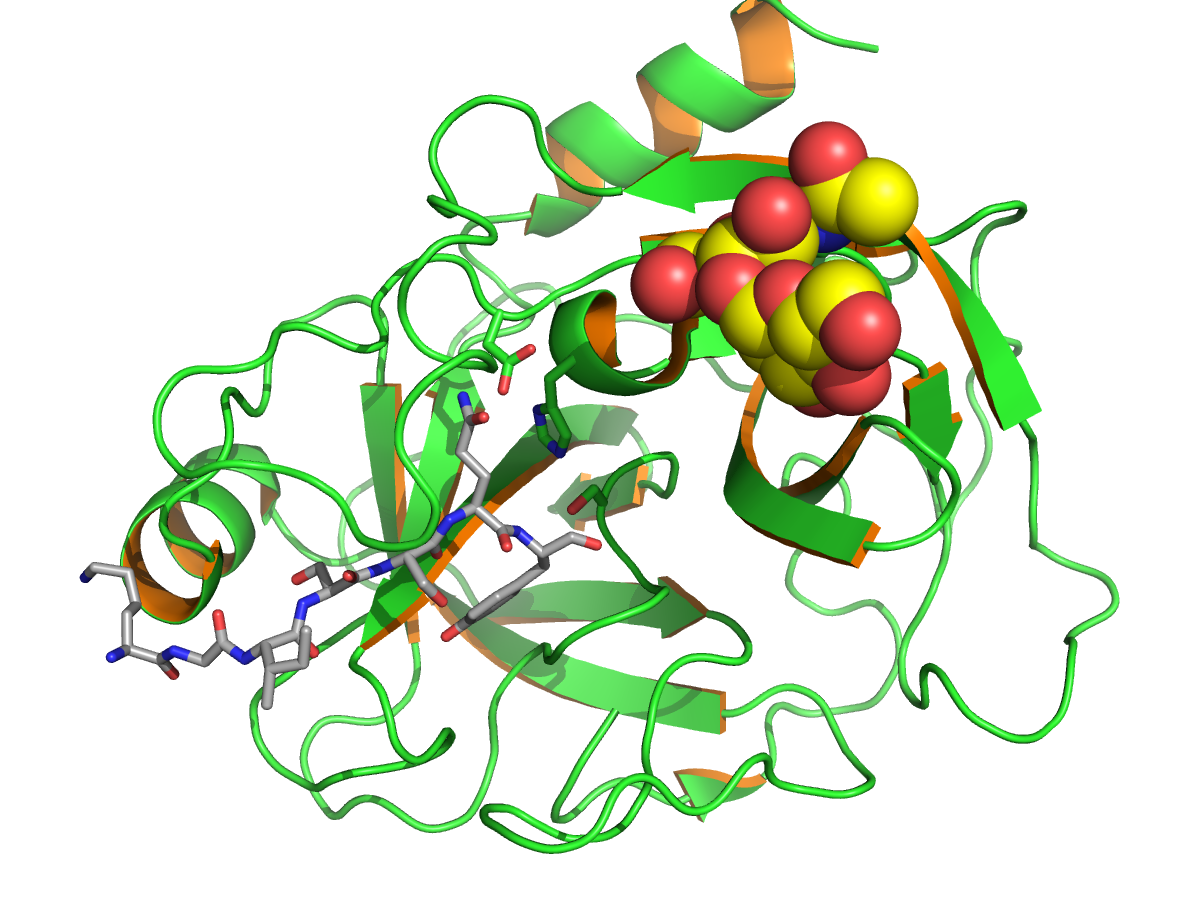
전립선특이항원

전립선특이항원(PSA)은 전립샘의 상피 세포에 의해 분비되며 혈액 샘플에서 검출될 수 있다. PSA는 건강한 전립선을 가진 남성의 혈청에 소량 존재하지만, 전립선암이나 다른 전립선 질환이 있을 때 종종 상승한다. PSA는 전립선암의 유일한 지표는 아니지만, 전립선염이나 전립선비대증도 감지할 수 있다.
2018년 미국 예방 서비스 태스크포스(USPSTF) 권고는 PSA 선별검사에 대한 기존 반대 입장을 조정하여, 55세에서 69세 사이의 건강한 남성에게 선별검사에 대한 공유 의사결정을 제안했다. 해당 연령대에 대한 권고는 선별검사를 원하는 사람에게만 시행해야 한다고 명시한다. 70세 이상에서는 선별검사가 여전히 권장되지 않는다.
PSA를 이용한 선별검사는 과잉진단, 관련 위험이 있는 전립선 생검 증가, 불안 증가, 불필요한 치료 등 여러 가지 해악과 관련되어 있다. 전립선암 선별검사를 둘러싼 증거는 사망률에 거의 또는 전혀 차이가 없을 수 있음을 시사한다.
반면에, 70대 또는 80대에 진단받은 남성의 최대 25%는 고등급(즉, 공격적인) 전립선암을 가지고 있다면 전립선암으로 사망한다. 반대로, 일부는 너무 젊은 남성에게 PSA 검사를 반대하는데, 너무 많은 남성이 암을 찾기 위해 선별검사를 받아야 하고, 진행되지 않을 암에 대해 너무 많은 남성이 치료를 받게 될 것이기 때문이다. 저위험 전립선암은 항상 즉각적인 치료가 필요한 것은 아니며 능동적 감시가 적절할 수 있다. PSA 검사만으로는 전립선암의 존재를 '증명'할 수 없다. 항원 수치의 변동은 다른 원인 때문일 수 있다.

## 직장수지검사
직장수지검사(DRE) 중 의료진은 장갑 낀 손가락을 직장 (해부학)에 넣어 전립선의 크기를 확인하고 접근 가능한 면의 덩어리를 감지한다. 검사 결과 이상이 의심되면 PSA 검사를 시행한다. PSA 수치가 상승하면 추적 검사를 시행한다.
2018년 리뷰는 직장수지검사가 전립선암 선별검사로서 효과에 대한 증거가 부족하다는 이유로 1차 진료에서 직장수지검사를 통한 전립선암 선별검사를 권장하지 않았다.
USPSTF는 이점 증거 부족으로 인해 선별 도구로서의 직장수지검사를 권장하지 않는다. 직장수지검사는 오랫동안 전립선암 진단에 사용되어 왔지만, 어떤 연령에서도 직장수지검사로 진단된 전립선암의 이환율 또는 사망률 감소를 보여준 통제 연구는 없다.
2018년 미국 비뇨기과학회는 55세에서 69세 사이의 남성에게 1차 선별검사로 직장수지검사를 지속적으로 사용하는 것을 지지할 증거를 찾을 수 없다고 밝혔다. 그러나 PSA 수치가 상승하여 의뢰된 남성의 경우 직장수지검사는 유용한 2차 검사가 될 수 있다.
Krilaviciute 등(2023)의 연구는 독일의 46,000명 이상의 젊은 남성(45세)을 대상으로 전립선암 선별검사로서 직장수지검사의 효과를 단독으로 조사했다. 직장수지검사는 PSA 선별검사에 비해 전립선암 탐지율이 훨씬 낮은 것으로 나타났다. 따라서 저자들은 직장수지검사가 PSA 선별검사에 비해 탐지 개선을 제공하지 않으므로 젊은 남성에게 전립선암 선별검사로 사용하지 말 것을 권고한다.

## 추적 검사

### 생검
전립선 생검은 전립선암 탐지의 황금 표준으로 간주된다. 생검 시술 후 감염은 가능한 위험이다. MRI 유도 기술은 시술의 진단 정확도를 향상시켰다. 생검은 직장 또는 회음부를 통해 시행할 수 있다. 생검 기술에는 바늘 각도 및 전립선 매핑 방법과 같은 요소가 포함된다. 국소 암 및 신경 침윤이 있는 사람은 관찰 대기 접근 방식보다는 즉각적인 치료를 통해 더 많은 이점을 얻을 수 있다.

### 초음파
경직장 초음파검사(TRUS)는 빠르고 최소 침습적이라는 장점이 있으며, 표재성 종양 평가에 MRI보다 우수하다. 또한 직장 벽의 층에 대한 세부 정보를 제공하여 원발성 직장암 병기 결정에 정확하고 유용하다. MRI가 국소 진행성 및 협착성 암의 시각화에 더 우수하지만, 직장 주위 림프절 병기 결정에는 TRUS와 MRI 모두 가능하다. TRUS는 시야가 좁지만, 3D TRUS는 항문직장 질환 진단을 개선할 수 있다.

### 자기공명영상
MRI는 선별검사에서 악성 종양이 의심될 때 사용된다. 이 모델은 불필요한 전립선 생검을 최소화하면서 생검 수율을 최대화할 수 있다. MRI 스캔 비용에 대한 우려에도 불구하고, PSA/TRUS 생검 기반 표준 치료의 장기적인 비용 부담과 비교했을 때 영상 모델은 비용 효율적인 것으로 밝혀졌다. MRI 영상은 이전 생검에서 음성 결과가 나왔지만 PSA가 계속 증가하는 환자에게 사용할 수 있다. MRI 유도 생검 기술 중 어떤 것이 더 유용한지에 대한 합의는 아직 이루어지지 않았다. 50-69세 남성 400명을 대상으로 한 연구에서 MRI 선별검사는 PSA 검사나 초음파보다 전립선암 진단을 받은 남성이 더 많았으며, 생검이 필요한 남성의 수를 증가시키지 않았다. 대규모 MRI 선별검사 임상 시험인 TRANSFORM은 2024년 봄 영국에서 시작되었다.

### 기타 영상
68Ga-PSMA PET/CT 영상은 비교적 짧은 시간 안에 이 영상 방식이 가능한 임상 센터에서 재발성 전립선암의 재병기 결정의 황금 표준이 되었다. 중간 위험에서 고위험 원발성 전립선암의 병기 결정에서 표준 영상 방식이 될 가능성이 높다. 치료를 유도하고 더 정확한 전립선 생검을 용이하게 하는 잠재력은 현재 탐구 중이다. 테라노스틱 패러다임에서 68Ga-PSMA PET/CT 영상은 177Lu-PSMA 또는 225Ac-PSMA 치료에 반응할 수 있는 전립선특이막항원-활성 질환을 탐지하는 데 중요하다. 국소 재발의 경우, mpMR과 결합된 68Ga-PSMA PET/MR 또는 PET/CT가 가장 적절하다. PSMA PET/CT는 원발성 전립선 치료를 위해 다중매개변수 MRI(mpMRI)와 결합될 때 암 위치 파악에 잠재적으로 도움이 될 수 있다. 전립선 다중매개변수 MR 영상(mpMRI)은 치료 후 원발성 전립선암의 재발 평가에 유용하다.

### 기타
전립선암의 선별, 진단 및 예후 결정을 위한 여러 바이오마커(혈액, 소변 및 조직 기반 검사)가 증거에 의해 뒷받침되며 널리 사용된다.
- EpiSwitch® PSE는 전립선암과 관련된 조절 루핑 구조(염색체 구조 시그니처)의 특정 변화를 식별하기 위해 후성 유전학적 표지를 활용하여 전립선암을 선별하고 진단하는 데 사용되는 혈액 검사이다. PSA 검사와 함께 사용하면 PSE 검사는 정확도를 55%에서 94%로 높여 전립선암을 탐지하고 진단하는 보다 효과적이고 정밀한 방법을 제공한다.[45]
- 4Kscore는 총, 유리, 온전한 PSA와 인간 칼리크레인 2를 결합한다.[46] 이는 글리슨 점수가 6보다 큰 위험을 판단하는 데 사용된다.[46]
- 전립선 건강 지수(PHI)는 조기 전립선암 선별검사를 위한 PSA 기반 혈액 검사이다. 생검이 필요한 시기를 판단하는 데 사용될 수 있다.[32][46]
- 전립선암 항원 3(PCA3)는 전립선암의 지표인 PCA3 유전자의 과발현을 감지하는 소변 검사이다.[32][46][47][44]
- ConfirmMDx는 전립선 생검 중 채취된 조직에서 수행된다. 이 검사는 추가 검사 및 치료를 통해 이점을 얻을 수 있는 임상적으로 유의미한 전립선암 남성을 식별한다. 또한 유의미한 전립선암이 없는 남성이 불필요한 반복 생검을 피하는 데 도움을 줄 수 있다.[43]

2020년, 한국과학기술연구원 연구진은 자연적으로 배설된 소변에서 미량의 바이오마커를 측정할 수 있는 소변 다중 마커 센서를 개발했다. 임상 상태와 소변 다중 마커의 감지 신호 간의 상관관계는 두 가지 기계 학습 알고리즘인 랜덤 포레스트와 신경망에 의해 분석되었다. 두 알고리즘 모두 바이오마커 수가 증가함에 따라 선별 성능이 단조롭게 증가함을 보였다. 최상의 바이오마커 조합을 통해 알고리즘은 99% 이상의 정확도로 전립선암 환자를 선별할 수 있었다.

## 지침
- 2012년 미국 예방 서비스 태스크포스(USPSTF)는 PSA를 이용한 전립선암 선별검사를 권장하지 않았다.[49] 2018년 현재 새로운 권고안 초안은 55세에서 69세 사이의 사람들에게 선별검사를 개별화할 것을 제안한다. 이는 전립선암으로 인한 사망 위험이 작게 감소할 수 있지만, 과잉 치료로 인한 해악이 있음을 지적한다.[50] 70세 이상에서는 PSA 기반 선별검사가 여전히 권장되지 않는다.[50]
- 미국 암협회는 2010년에 "기대 수명이 최소 10년 이상인 무증상 남성은 전립선암 선별검사와 관련된 불확실성, 위험 및 잠재적 이점에 대한 정보를 받은 후 의료 제공자와 함께 전립선암 선별검사에 대해 정보에 입각한 결정을 내릴 기회를 가져야 한다. 정보에 입각한 의사 결정 과정 없이는 전립선암 선별검사가 이루어져서는 안 된다. 평균 위험 남성은 50세부터 이 정보를 받아야 하며, 고위험군 남성은 그 이전 연령에 이 정보를 받아야 한다. 남성은 의료 제공자로부터 이 정보를 직접 받거나 신뢰할 수 있고 문화적으로 적절한 출처로 의뢰되어야 한다"고 권고했다.[51]
- 전립선암 치료 전문 다른 지침 및 센터에서는 45세의 모든 남성에게 PSA 검사를 권장한다.[52] 이는 증가된 기준 PSA가 미래의 유의미한 질병을 탐지하는 데 사용될 수 있음을 나타내는 새로운 데이터를 기반으로 한다.[52]
- 2018년 미국 비뇨기과학회는 55세 미만 및 69세 초과 남성은 정기적으로 선별검사를 받지 않아야 한다고 명시한다. 선별검사의 가장 큰 이점은 55세에서 69세 남성에게서 나타나는 것으로 보인다. 선별검사의 해악을 줄이기 위해, 공유 의사결정에 참여하여 선별검사를 결정한 남성의 경우 매년 선별검사보다 2년 이상의 정기적인 선별검사 간격이 선호될 수 있다. 선별검사는 PSA(혈액 검사)로 시행된다.[27]
- 2018년 현재, 영국 국민 보건 서비스는 위에서 언급된 유사한 이유로 일반적인 PSA 선별검사를 제공하지 않는다. 50세 이상의 개인이 요청하면 일반적으로 NHS에서 검사를 받을 수 있다.[22]
- 2017년 캐나다 비뇨기과학회는 10년 이상 생존할 것으로 예상되는 사람들에게 선별검사를 가능성으로 제공할 것을 제안했으며, 최종 결정은 공유 의사결정에 기반해야 한다.[46] 그들은 대부분의 사람들에게 50세를 시작 연령으로, 고위험군에게는 45세를 권장한다.[46] 캐나다 예방 보건 관리 태스크포스는 2014년에 55세 미만 및 70세 이상에게 선별검사를 강력히 반대했다.[11] 그들은 55-69세에게 선별검사를 약하게 반대했다.[11]
- 일부 남성은 전립선암 발생과 관련된 생식선 돌연변이(예: BRCA1, BRCA2, HOXB13)를 가지고 있다. 선별검사 및 그 빈도는 유전학자와 상담 후 결정된다.[46]

## 논란
전립선암 선별검사는 임상의와 일반 대중 사이에서 계속해서 논쟁을 불러일으킨다. 정부, 비정부 및 의료 기관에서 발행한 출판물은 논쟁을 이어가며 선별검사에 대한 권고를 발표한다. 남성 6명 중 1명은 평생 동안 전립선암 진단을 받겠지만, 선별검사는 전립선암의 과잉진단 및 과잉치료를 초래할 수 있다. 전립선암으로 인한 사망률은 계속 감소하고 있지만, 2013년 미국에서는 238,590명의 남성이 전립선암 진단을 받았고 29,720명이 그 결과 사망했다. 전립선암 사망률은 1992년 이후 꾸준히 감소하고 있다. 전립선, 폐 및 기관지, 대장암은 2013년 미국 남성에게서 새로 진단된 모든 암의 약 50%를 차지했으며, 전립선암이 사례의 28%를 차지했다. 전립선암 선별검사는 주마다 다르며, 전립선암 선별검사 사용의 차이뿐만 아니라 지역 간의 차이도 나타낸다. 전립선암 전체 사례 중 아프리카계 미국인 남성의 발생률은 62%이다. 아프리카계 미국인 남성은 전립선암에 대한 표준 치료를 받을 가능성이 낮다. 이러한 불일치는 그들이 더 높은 품질의 암 치료를 받는다면 생존율이 백인과 유사할 수 있음을 나타낼 수 있다.
전립선암은 또한 매우 이질적이다. 대부분의 전립선암은 무증상이며, 남성의 평생 동안 진단되지 않고 치료되지 않으면 임상적으로 유의미한 단계로 진행되지 않을 것이다. 반면에, 일부는 잠재적으로 치명적이며, 선별검사는 치료 기회가 있는 기간 내에 이러한 암 중 일부를 식별할 수 있다. 따라서 PSA 선별검사는 고위험, 잠재적으로 치명적인 전립선암을 탐지하는 수단으로 일부에게 옹호되며, 발견될 경우 저위험 질환은 종종 치료가 필요하지 않으며 능동적 감시가 적절할 수 있다는 이해를 바탕으로 한다.
전립선암 선별검사는 비용과 환자에게 불확실한 장기적 이점으로 인해 논란의 여지가 있다. 호란도 그의 책에서 이러한 감정을 반복한다. 메이오 클리닉과 같은 사립 의료 기관도 "어떤 사람이 PSA 선별검사를 받아야 하는지에 대한 권고는 기관마다 다르다"고 인정한다. 그들은 "궁극적으로 PSA 검사를 받아야 하는지 여부는 위험 요소를 고려하고 개인적인 선호를 저울질한 후 의사와 논의하여 결정해야 할 사항이다"라고 결론 내린다.
2009년 유럽 연구에서는 사망률이 약간만 감소했으며, 한 명의 생명을 구하기 위해 48명의 남성이 치료를 받아야 한다는 결론이 나왔다. 그러나 치료를 받은 47명의 남성 중 대부분은 다시 성적으로 기능할 수 없으며 화장실을 더 자주 가야 할 것이다. 제약 회사의 공격적인 선별검사 마케팅과 미국 비뇨기과학회의 검사 옹호도 논란을 불러일으켰다.
한 평론가는 2011년에 다음과 같이 언급했다: "단일 PSA 측정을 기준선으로만 사용하고, 시간이 지남에 따라 PSA에 유의미한 변화가 있거나 즉각적인 치료가 필요한 임상적 증상이 있는 경우에만 생검 및 암 치료를 유보하는 것이 현명하다... PSA의 절대 수준은 거의 의미가 없다. 시간이 지남에 따라 PSA 수준의 상대적 변화가 통찰력을 제공하지만, 치료가 필요한 암성 상태를 확정적으로 증명하지는 못한다."
남성들은 PSA 선별검사를 둘러싼 낮은 수준의 고통을 보고한다. PSA 검사를 받거나 기준 PSA 수치를 가진 남성들은 여러 척도에서 암 관련 고통 점수가 낮게 나왔다.

## 역사

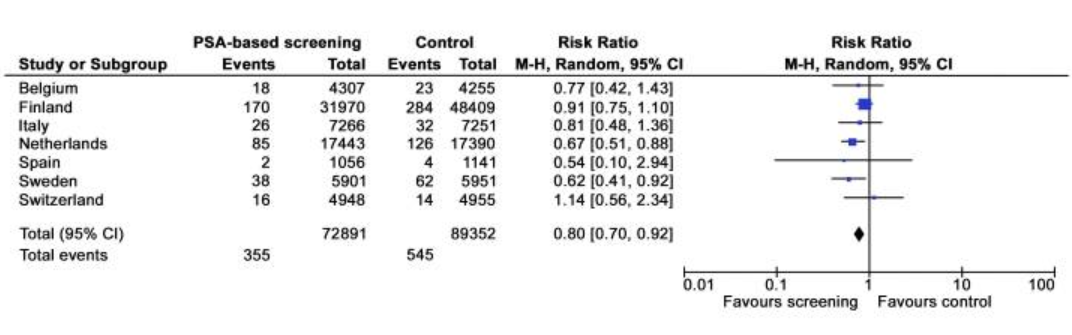
전립선암 선별검사의 세계적 비교

PSA 선별검사는 1990년대에 시작되었다. 1990년대 초에 시작된 유럽 전립선암 선별 무작위 연구(ERSPC)에서 연구자들은 PSA 기반 선별검사가 전립선암으로 인한 사망률을 감소시켰지만 과잉진단 위험이 높다고 결론 내렸다. 즉, 9년 이내에 전립선암으로 인한 단 한 명의 사망을 예방하기 위해 1410명의 남성을 선별검사하고 48명의 추가 전립선암 환자를 치료해야 했다.
유럽 암 저널(2009년 10월)에 발표된 한 연구는 전립선암 선별검사가 전립선암 사망률을 37% 감소시켰음을 입증했다. PSA 선별검사가 드물게 시행되는 북아일랜드 남성 대조군을 활용하여, 연구는 ERSPC 연구의 일환으로 PSA 검사를 받은 남성과 비교했을 때 전립선암 사망에서 이러한 상당한 감소를 보여주었다.
2009년 뉴잉글랜드 의학 저널에 발표된 추가 연구에서는 7년에서 10년 동안 "선별검사가 55세 이상 남성의 사망률을 감소시키지 않았다"고 밝혔다. 스탠퍼드 대학교 일부를 포함한 이전 선별검사 옹호자들은 정기 검사에 반대하는 입장을 표명했다. 2010년 2월, 미국 암협회는 "검사 사용에 더 신중할 것"을 촉구했다. 그리고 미국 예방 의학 대학(American College of Preventive Medicine)은 "정기 선별검사를 권장할 충분한 증거가 없다"고 결론 내렸다.
추가 연구인 ProtecT(Prostate testing for cancer and Treatment) 연구의 일부인 NHS 비교군(CAP)은 2001-2005년에 영국 9개 도시의 센터에서 46만 명의 50-69세 남성을 대상으로 일반 진료 또는 PSA를 이용한 전립선암 선별검사(PSA ≥ 3인 경우 생검)에 무작위 배정했다. "비교군"은 2018년 초 현재까지 보고되지 않았다.

## 같이 보기
- 전립선암의 능동적 감시
- 경요도 전립선 절개술
- 경요도 생검